# Telosentis
Telosentis — рід акантоцефалів. Представники цього роду поширені в тропічних водах Індійського і Тихого океанів (біля берегів Австралії), а також в Середземноморському басейні. Містить чотири види:
- Telosentis australiensis Edmond, 1964
- Telosentis exiguus (von Linstow, 1901)
- Telosentis lutianusi Gupta & Gupta, 1990
- Telosentis mizellei Gupta & Fatma, 1988